# Ventura Marín Recabarren
Ventura Marín Recabarren (Santiago, 18 de enero de 1806 - Ibídem, 1877) fue un político y abogado chileno.

## Biografía
Hijo de don Gaspar Marín Esquivel, secretario de la Primera Junta Nacional de Gobierno, y de Luisa Recabarren Aguirre, anfitriona de tertulias para la causa independentista de Chile.

## Trayectoria profesional y política
Fue abogado, titulado en 1831 en el Instituto Nacional. Salvó la vida de Manuel Blanco Encalada, después de los tratados de Paucarpata, por los cuales fue procesado por traición a la patria y su defensa estuvo a cargo de Marín.
Por escrúpulos morales de no aceptar honorarios, abandonó su profesión. Fue profesor gratuitamente, del Instituto Nacional, en las cátedras de Filosofía, Literatura y Geografía. 
Colaboró con Andrés Bello y José Miguel del Solar Marín en el Programa de Educación Pública de 1834.
De ideas liberales, fue elegido Diputado por Valparaíso[cita requerida] en tres períodos consecutivos (1837-1846), siendo miembro en este período de la Comisión permanente de Calificadora de Poderes y Peticiones. 

## Últimos años
Más adelante, se cobijó en el misticismo; y la fortuna que había logrado, la repartió entre los pobres; ingresó más tarde al Recoleta Franciscana, donde pidió contarse entre los hijos de San Francisco de Asis. Pidió realizar los oficios más modestos dentro del convento y a la vez enseñaba teología a los novicios. Por privilegio profesó en artículo mortis en la Recoleta Franciscana y a esta comunidad heredó su biblioteca de 268 volúmenes